# Осовец (Мозырский район)
Осовец (бел. Асаве́ц) — агрогородок, центр Осовецкого сельсовета Мозырского района Гомельской области Беларуси.
На востоке и севере граничит с лесом. Около деревни проходит Нефтепровод «Дружба».

## География

### Расположение
В 45 км на запад от Мозыря, 24 км от железнодорожной станции Муляровка (на линии Гомель — Лунинец), 179 км от Гомеля.

### Гидрография
На реке Крапивня (приток реки Сколодина).

## Транспортная сеть
Транспортные связи по просёлочной, затем автомобильной дороге Гомель — Лунинец. Планировка состоит из прямолинейной улицы, близкой к меридиональной ориентации, которую пересекают короткие прямолинейная и дугообразная улицы. Застройка двусторонняя, преимущественно деревянная, усадебного типа. В 1987 году построены кирпичные дома на 80 семей, в которых разместились переселенцы из загрязнённых радиацией мест после катастрофы на Чернобыльской АЭС 1986 года.

## История
По письменным источникам известна с XVII века.
Обозначена на карте Минского воеводства Великого княжества Литовского конца XVII — начала XVIII века.
Во владении иезуитов, затем казны, а в 1770 году продана виленскому епископу И. Масальскому.
В 1806 г. по купчей крепости Антоний Кеневич приобрел у Радзивиллов имение в Снядине. По праву наследования оно перейдет в вотчинное владение к Ипполиту и Иерониму Кеневичам.
Паводле міралюбнага документа ад 1810 г. аб падзеле паезуіцкага маентка Снядзін, фальваркі Асавец і Махнавічы дасталіся падсудку Рудзіеўскаму. У склад фальварка Асавец уваходзілі вескі Асавец, Балажэвічы, Глінніца, Мастовічы, Велаўск, Майсеевічы, Манчыцы, Замошша і рудні Астражанская і Скалодзінская….
По переписи от 3. 04. 1834 г. Поезуицкое имение Снедынь принадлежащее помещикам Герониму и Гиполиту Кен(ч)евичам. Село Смедынь всего домов — 71.
Землями Осовца владели Кеневичи?, Рудзиевские (с 1810), Тышкевичи (с 1873), Дрецкие.
После 2-го раздела Речи Посполитой (1793 год) в составе Российской империи.
Граф О. Д. Тишкевич владел здесь в 1889 году 18 324 десятинами земли.
Согласно переписи 1897 года действовали хлебозапасный магазин, постоялый двор.
В 1908 году в Слобода-Скрыгаловской волости Мозырского уезда Минской губернии.
С 20 августа 1924 года центр Осовецкого сельсовета Мозырского, с 5 октября 1926 года Слободского, с 4 августа 1927 года Петриковского, с 25 декабря 1962 года Мозырского районов Мозырского (до 26 июля 1930 года и с 21 июня 1935 года по 20 февраля 1938 года) округа, с 20 февраля 1938 года Полесской, с 8 января 1934 года Гомельской областей.
В 1929 году организован колхоз. Во время Великой Отечественной войны партизаны разгромили волостную управу, созданную оккупантами в деревне. В июне 1943 года каратели полностью сожгли деревню и убили 73 жителей. В боях за деревню и её окрестности погибли 115 советских солдат Красной Армии (похоронены в братской могиле в центре деревни), 42 жителя погибли на фронте. Согласно переписи 1959 года центр совхоза «Осовец». Действуют средняя школа, Дом культуры, библиотека, детские ясли-сад, аптека, больница, отделение связи, 4 магазина.
В состав Осовецкого сельсовета до Великой Отечественной войны входила деревня Спримачев, которую сожгли оккупанты (не восстановлена).

## Население

### Численность
- 2004 год — 225 хозяйств, 610 жителей.

### Динамика
- 1795 год — 18 дворов.
- 1834 год — 23 двора.
- 1897 год — 66 дворов, 420 жителей (согласно переписи).
- 1908 год — в деревне 445 жителей, в фольварке 19 жителей.
- 1917 год — 584 жителя.
- 1925 год — 133 двора.
- 1959 год — 624 жителя (согласно переписи).
- 2004 год — 225 хозяйств, 610 жителей.

## Достопримечательность
- Братская могила советских воинов (1944) —  Историко-культурная ценность Республики Беларусь, шифр 313Д000516.